# Мариинская женская гимназия (Санкт-Петербург)
Санкт-Петербургская Мариинская женская гимназия — женская гимназия в Санкт-Петербурге, основанная в 1858 году как женское училище, названное в честь императрицы Марии Александровны, супруги императора Александра II. В 1862 году училище было переименовано в Мариинскую женскую гимназию.
Это была первая женская гимназия в Российской империи. До этого существовали лишь закрытые учебные заведения для девочек, подобные Смольному институту, куда принимали только дочерей дворян, и частные пансионы для девочек, обучение в которых стоило очень дорого. 

## История
В конце 1857 года Николай Алексеевич Вышнеградский составил проект учебного заведения «для приходящих девиц» — девочек, без различия сословий. За содействием в реализации проекта обратился к известному своей благотворительной деятельностью в Петербурге Петру Георгиевичу Ольденбургскому. И уже в марте 1858 года был подписан «высочайший» указ об учреждении училища, а в апреле состоялось его торжественное открытие.
В первый год в училище числилось 162 воспитанницы в возрасте от 9 до 13 лет; ученицы не имели специальной формы. Начальником стал Вышнеградский. В числе преподавателей были филолог Владимир Яковлевич Стоюнин, географ Дмитрий Дмитриевич Семёнов.
Училище было рассчитано на семилетний образовательный курс. В программе были как обязательные, так и необязательные дисциплины. К обязательным предметам относились: закон Божий, русский язык и литература, география, история, естественные науки (включая химию и физику), арифметика и начала геометрии, чистописание, рукоделие, рисование. Плата за обучение составляла 25 рублей, а желающие изучать «необязательные» предметы должны были доплачивать по 5 рублей в год за изучение иностранного языка (немецкий и французский) и за танцы; за уроки музыки доплачивали 1 рубль.
Училище расположилось в доме на Невском проспекте — на углу Троицкого переулка, рядом с Аничковым мостом (современный адрес — Невский проспект, д. 45/2). В то время здесь был трёхэтажный дом с мезонином, принадлежавший капитану Ростовцеву.
В 1862 году училище было преобразовано в Мариинскую женскую гимназию; в 1865 году её учителя были уравнены по «чинопроизводству и пенсии» с преподавателями мужских гимназий. В начале 1864 года при гимназии, которая к этому времени переехала с Невского проспекта, открылись двухгодичные женские педагогические курсы, окончившие которые получали звание «домашней наставницы» и становились учительницами. В 1879 году было открыто «Общество вспомоществования нуждающимся ученицам».
В 1872 году Мариинская гимназия переехала в бывшее здание Коммерческого училища на Чернышёвом переулке.
К концу XIX века гимназия превратилась в одну из самых больших столичных гимназий — более 600 учащихся и около 60 преподавателей.
В числе окончивших гимназию были: Александра Корнилова, Мария Климова, Клавдия Мирец-Имшенецкая,